# 運動感覚
運動感覚（うんどうかんかく、英：kinesthesia）とは、運動によって起こる感覚で、身体の動きや位置に関する感覚。
広義には、視覚、聴覚、触覚を取り持つ。体の運動を知覚する場合、および内耳の半規管による運動の知覚をも含む。

## 解説
主に、身体の筋、腱、皮膚、関節周囲などに存在する感覚受容器の興奮によって生じ、自分の姿勢、位置など判断できるものである。そして、関節位置覚・運動覚・力覚など複数の感覚を含む意味でもある。
感覚は、 筋肉の収縮、緊張、筋肉組織、腱にある感受器を刺激して生じる。